# Ганохора
Ганохора, още Турия или Турие (на гръцки: Γανόχωρα, до 1926 година Τουργιά, Турия) е село в Северна Гърция, в дем Катерини, област Централна Македония.

## География
Селото е разположено на 75 m надморска височина, на около 4 km северно от град Катерини.

## История
Селото е старо, обновено от бежанци от Източна Тракия след обмена на население между Гърция и Турция в 1923 година. В 1928 година селото е дадено като изцяло бежанско селище със 114 бежански семейства и 422 жители бежанци.
Населението традиционно произвежда жито и овошки.
| Година    | 1913 | 1920 | 1928 | 1940 | 1951 | 1961 | 1971 | 1981 | 1991 | 2001 | 2011 | 2021 |
| --------- | ---- | ---- | ---- | ---- | ---- | ---- | ---- | ---- | ---- | ---- | ---- | ---- |
| Население |      |      | 461  | 674  | 650  | 619  | 455  | 500  | 562  | 667  | 799  | 656  |